# Calamonastes stierlingi
La camaróptera de Stierling (Calamonastes stierlingi) es una especie de ave paseriforme de la familia Cisticolidae propia del sureste de África.